# Художественная гимнастика

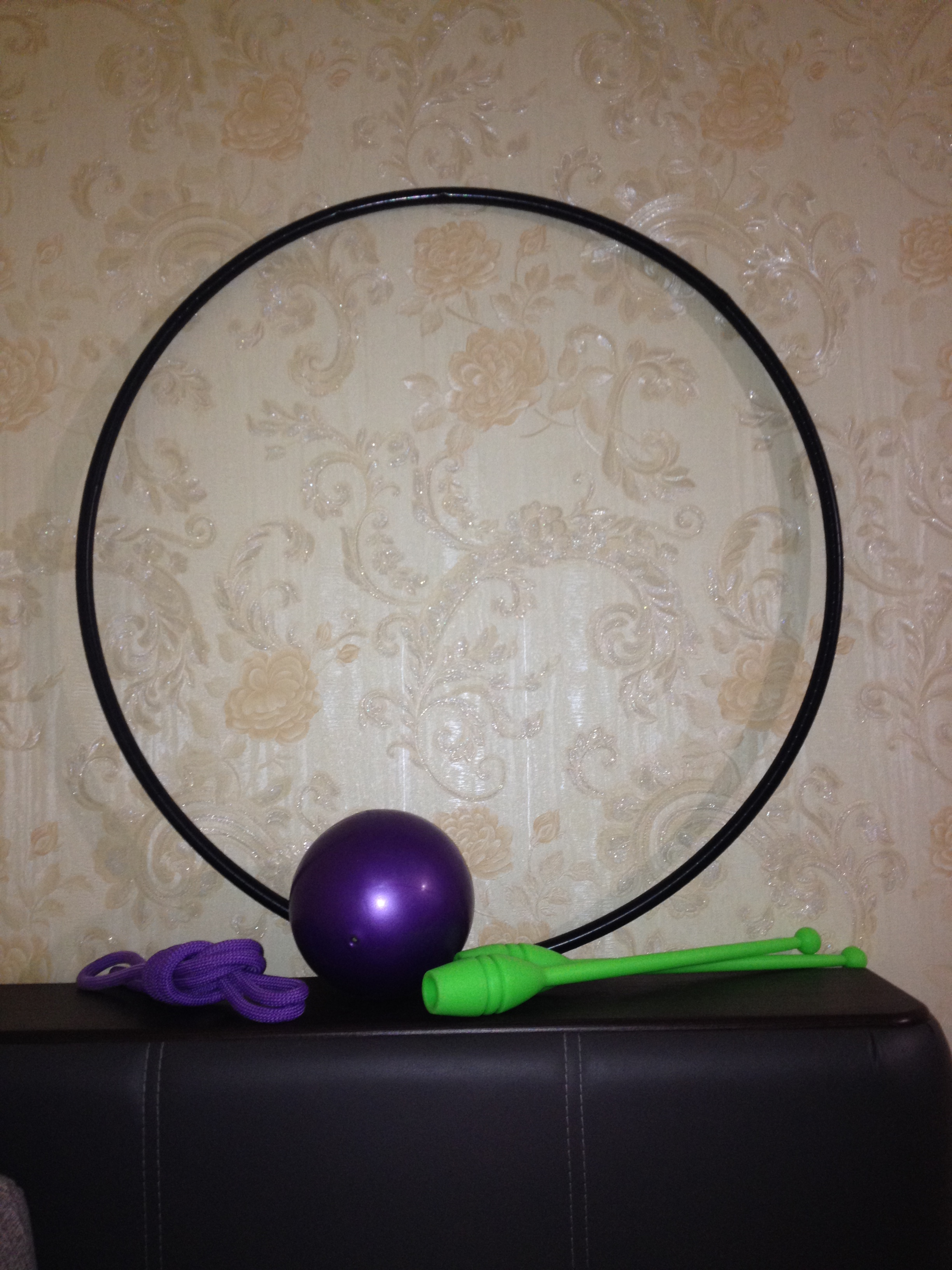
Предметы художественной гимнастики

Худо́жественная гимна́стика — вид спорта, заключающийся в выполнении под музыку различных гимнастических и танцевальных упражнений и элементов, часто с предметом (булавы, мяч, скакалка, обруч, лента). Выступления без предмета не проводятся на соревнованиях мирового класса. В групповых выступлениях используются или один предмет (например, пять мячей, пять пар булав, пять обручей), или одновременно два вида предметов (например, обручи и булавы, ленты и мячи, скакалки и мячи). Победители определяются в многоборье и в отдельных видах.
Все упражнения происходят под музыкальное сопровождение. Раньше выступали под фортепиано. Теперь используются оркестровые фонограммы. Выбор музыки зависит от желаний гимнастки и тренера. Личное упражнение должно длиться не более полутора минут. Соревнования проходят на гимнастическом ковре размером 13×13 метров. Классическое многоборье (4 упражнения) — олимпийская дисциплина. Кроме многоборья гимнастки, выступающие в индивидуальном первенстве, традиционно разыгрывают комплекты наград в отдельных видах упражнений (кроме Олимпийских игр). В групповых соревнованиях каждое из двух выступлений длится 2 с половиной минуты. Проводятся также командные соревнования, когда в зачёт идёт сумма выступлений нескольких гимнасток, порой даже одновременно в личных и групповых соревнованиях (причём разного возраста).
Один из самых изящных видов спорта. В СССР художественная гимнастика как вид спорта возникла и сформировалась в 1940-е годы. С 1984 года — олимпийский вид спорта. До недавнего времени была исключительно женским видом спорта, однако с конца XX века, благодаря усилиям японских гимнастов, стали проводиться соревнования и между мужчинами.

## История
Художественная гимнастика — сравнительно молодой вид спорта; своим появлением он обязан мэтрам балета Мариинского театра[уточнить]. За небольшой срок своего существования этот вид спорта завоевал мировое признание и имеет многочисленных поклонников во всех уголках земного шара.
В 1914 году на Высших курсах П. Ф. Лесгафта была открыта высшая школа художественного движения. Первыми педагогами её стали Роза Варшавская, Елена Горлова, Анастасия Невинская, Александра Семенова-Найпак. Все эти преподаватели до прихода в ВШХГ имели свой опыт в работе по преподаванию: «эстетической гимнастики» Франсуа Дельсарта, «ритмической гимнастики» Эмиля Жак-Далькроза, «танцевальной гимнастики» Жоржа Демини и «свободного танца» Айседоры Дункан. Слияние воедино всех этих направлений гимнастики способствовало появлению этого изящного вида спорта.
В апреле 1941 года выпускники и учителя школы провели первый чемпионат Ленинграда по художественной гимнастике. В 1940-е годы развитие художественной гимнастики, как и всего советского спорта, практически остановилось из-за Великой Отечественной войны.
В 1948 году прошёл первый чемпионат СССР по художественной гимнастике. В 1945 — создана Всесоюзная секция художественной гимнастики, преобразованная в 1963 в федерацию СССР. В конце 1940-х годов разработаны классификационная программа и правила соревнований. А дальше развитие этого вида спорта протекало с необычайной быстротой, охватывая всё большее число юных участниц.

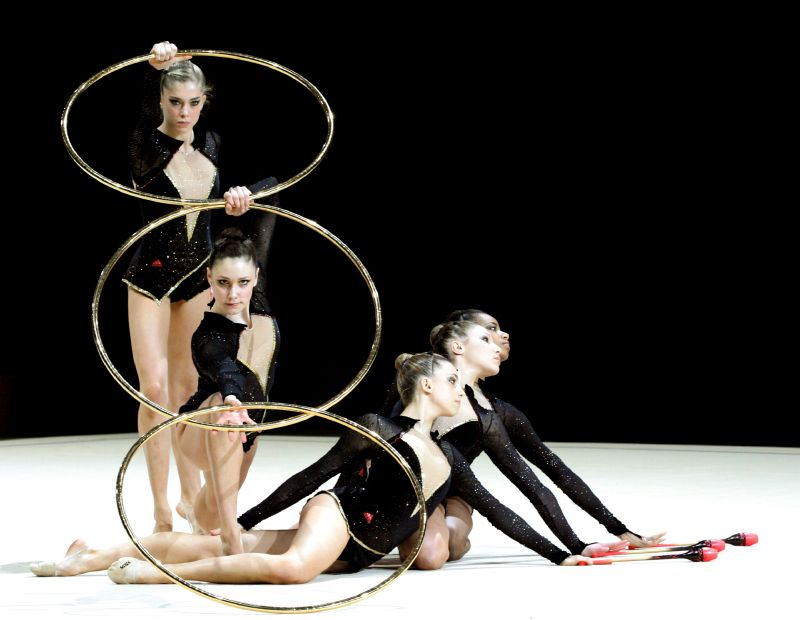
Группа гимнасток с обручами и булавами

С 1949 ежегодно проводятся чемпионаты СССР, с 1964 — соревнования на Кубок СССР по художественной гимнастике, с 1966 — всесоюзные детские соревнования. Первой чемпионкой СССР в 1949 в Киеве стала Любовь Денисова (тренер Ю. Шишкарёва). В 1954 году появляются первые мастера спорта. Гимнастки начинают выезжать за пределы СССР с показательными выступлениями в Бельгию, Францию, ФРГ, Чехословакию, Югославию.
После этого художественная гимнастика была признана Международной федерацией гимнастики видом спорта. В 1960 году в Софии проводится первая официальная международная встреча: Болгария — СССР — Чехословакия, а спустя 3 года 7-8 декабря 1963 года в Будапеште проходят первые официальные международные соревнования, названные Кубком Европы.
Только на следующий год (1964) Международная федерация гимнастики решила считать его первым чемпионатом мира по художественной гимнастике, а его победительницу — москвичку Людмилу Савинкову — первой чемпионкой мира по художественной гимнастике. В Будапеште соревнования проводились по правилам, принятым в СССР, но только по произвольной программе.

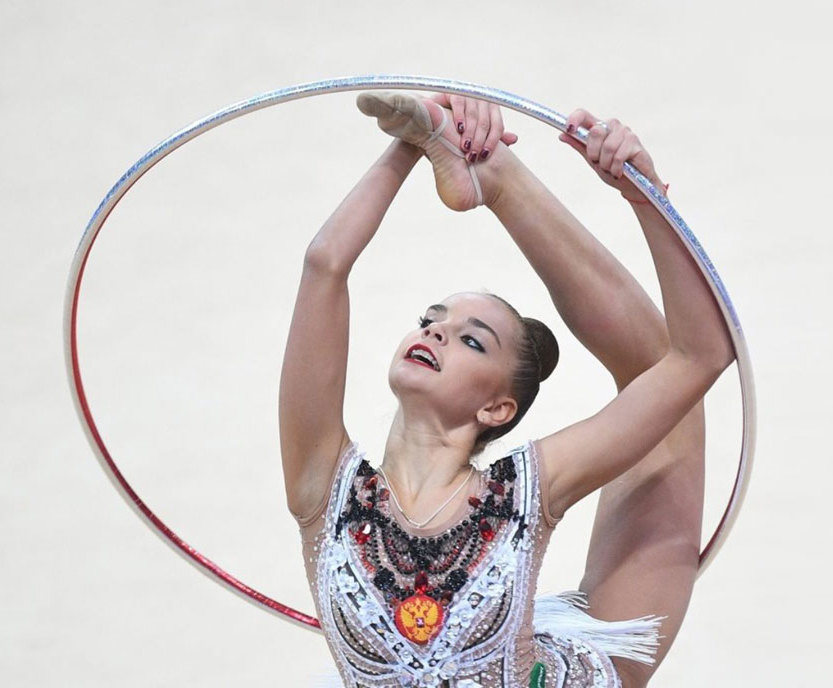
Дина Аверина-серебряный призёр Олимпийских игр в Токио (2020)

В 1967 в мировой художественной гимнастике появляется принципиально новый командный вид — соревнование по групповым упражнениям. В 1967 в Копенгагене состоялся первый чемпионат мира по групповым упражнениям. Тогда же советская команда завоевала золотые медали. С 1978 года проводятся чемпионаты Европы. В Мадриде советская гимнастка Галима Шугурова становится обладательницей европейской короны. В период с 1963 по 1991 чемпионаты мира проводились раз в два года по нечётным годам, а по чётным годам, начиная с 1978 по 1992, проводились чемпионаты Европы. С 1992 года чемпионаты мира и Европы проводятся ежегодно.
В 2019 в Москве был проведён первый чемпионат мира по художественной гимнастике среди юниорок.

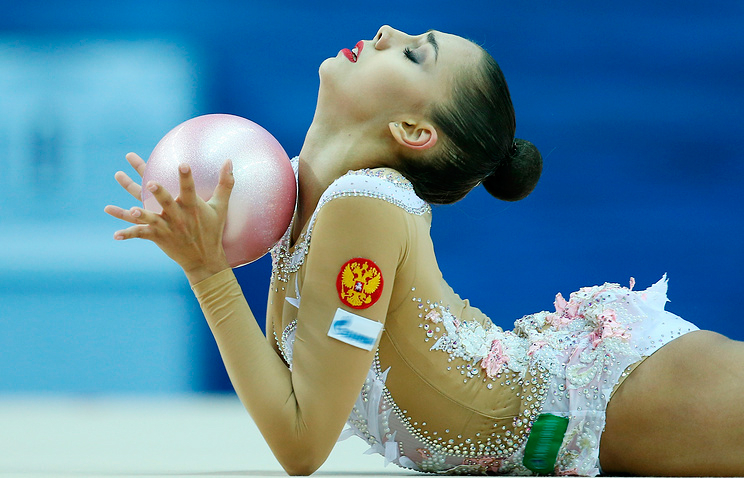
Маргарита Мамун — олимпийская чемпионка 2016

1980 год стал для художественной гимнастики поворотным: после завершения Олимпийских игр в Москве на конгрессе МОК было принято решение о включении этого вида спорта в программу Олимпийских игр. Олимпийская же история художественной гимнастики начинается в 1984 году, когда первое олимпийское золото завоевала в Лос-Анджелесе канадка Лори Фанг. Спустя четыре года олимпийской чемпионкой в Сеуле стала Марина Лобач, Александра Тимошенко одержала победу в Барселоне, в Атланте — Екатерина Серебрянская (Украина), в Сиднее — Юлия Барсукова (Россия), в Афинах — Алина Кабаева (Россия), в Пекине и в Лондоне — Евгения Канаева (Россия) в Рио-де-Жанейро — Маргарита Мамун (Россия), в Токио — Линой Ашрам (Израиль), в Париже — Дарья Варфоломеев (Германия). Вице-чемпионками становились Дойна Стайкулеску (Румыния), Адриана Дунавская (Болгария), Каролина Паскуаль Грация (Испания), Яна Батыршина (Россия), Юлия Раскина (Беларусь), Ирина Чащина (Россия), Инна Жукова (Беларусь), Дарья Дмитриева (Россия), Яна Кудрявцева (Россия), Дина Аверина (Россия), Борьяна Калейн (Болгария), а бронзовыми призёрами — Регина Вебер (ФРГ), Александра Тимошенко, Оксана Скалдина, Елена Витриченко (Украина), Алина Кабаева (Россия), Анна Бессонова (Украина), Любовь Черкашина (Беларусь), Анна Ризатдинова (Украина), Алина Горносько (Беларусь) и София Рафаэлли (Италия).
Начиная с Олимпийских игр в Атланте художественная гимнастика была представлена полностью двумя разделами: соревнованиями в индивидуальных и групповых упражнениях. После победы Испании на всех пяти последующих Олимпиадах золото в группах досталось России. Двукратными чемпионками стали Наталья Лаврова, Елена Посевина и Анастасия Близнюк, а однократными — ещё 25 российских спортсменок. Второе место занимали Болгария, Беларусь (дважды), Италия, Китай и Испания, а третье место — Россия, Греция, Болгария (дважды), Беларусь и Италия.

## Система оценок
Международная федерация гимнастики в 2001, 2003 и 2005 годах меняла технический регламент для того, чтобы подчеркнуть технические элементы и уменьшить субъективность оценок. До 2001 года оценка выставлялась по 10-балльной шкале, что было изменено на 30-балльную шкалу в 2003 и на 20-балльную шкалу в 2005. С 2009 года действовала 30-балльная шкала оценивания. Выступление гимнасток оценивали три бригады судей:
- Трудность (D) оценивают две подгруппы судей — D1 (2 судьи, оценивают технику исполнения) и D2 (2 судьи, оценивают технику работы с предметом). При подсчёте оценки учитывается среднее арифметическое бригад D1 и D2: (D1+D2)/2.
- Артистизм и хореографию (А) оценивают 4 судьи (с 2016 эта бригада отсутствует);
- Исполнение (Е) оценивают 4 судьи. Они применяют сбавки за ошибки;
- На любых соревнованиях обязательно работает судья-координатор, следящий за формальной стороной выступления (например, количество предметов на площадке, выходы за площадку и т. д.).

Итоговая оценка подсчитывалась по формуле: Оценка = (D1+D2)/2+A+E.
С 2013 года оценка снова выставляется по 20-балльной шкале. С 2017 года отменено предварительное заполнение спортсменками (или их тренерами) так называемых «карточек», описывающих выступление; теперь судьи не оценивают соответствие заявленному, а ведут подсчёт результатов де-факто. С 2018 года снято ограничение (10 баллов) на оценку за трудность, что позволяет ведущим гимнасткам (или группам) набирать свыше 14 баллов.

## Художественная гимнастика в различных странах
На протяжении своего существования несколько стран всегда занимали лидирующие позиции в развитии этого вида спорта. В начале появления на мировой арене (с 1960 года) это был СССР, затем Болгария. В 1960—1991 годах основная конкурентная борьба проходила между гимнастками этих двух стран, причём доминирующие позиции, за исключением некоторых периодов (например, 1973—1977), занимали советские гимнастки. Представительницы других государств реально могли претендовать лишь на отдельные серебряные, а чаще бронзовые медали. Картина сильно поменялась со времени распада СССР в 1991 году и появлении на карте мира новых независимых государств. Начало 1990-х годов можно считать одновременно расцветом украинской художественной гимнастики и небольшим упадком болгарской и российской школ. Однако, если российская художественная гимнастика к началу XXI века возродилась с новой силой, то болгарские спортсменки не смогли выйти из кризиса.
Спорт популярен в таких странах, как Испания, Канада, Италия, Япония, Франция, Израиль.

### Художественная гимнастика в России
В России художественная гимнастика считается одним из популярнейших видов спорта. На летних олимпийских играх большинство чемпионов и призёров по художественной гимнастике — россиянки: Яна Батыршина, Юлия Барсукова, Алина Кабаева, Ирина Чащина, Евгения Канаева, Дарья Дмитриева, Маргарита Мамун, Яна Кудрявцева. Не стоит забывать про выдающихся российских спортсменок: Галима Шугурова — абсолютная чемпионка мира, Амина Зарипова — пятикратная чемпионка мира, Ольга Капранова — чемпионка мира, Анастасия Близнюк — участница 3-х Олимпиад (Лондон, Рио-де-Жанейро — золото, Токио — серебро). В настоящее время (2023 год) лидерами мировой художественной гимнастики являются Дина Аверина (член сборной команды России), Лала Крамаренко. Серебряный призёр Олимпийских игр в Токио, 18-кратная чемпионка мира, в том числе четырёхкратная абсолютная чемпионка мира (2017, 2018, 2019, 2021), трёхкратный серебряный призёр чемпионатов мира, бронзовый призёр чемпионата мира (2019), трёхкратная чемпионка Европейских игр, в том числе серебряный и бронзовый призёр. 10-кратная чемпионка Европы), в том числе четырёхкратный серебряный призёр и бронзовый призёр. Двукратная абсолютная чемпионка России, заслуженный мастер спорта.) и Арина Аверина (член сборной команды России, заслуженный мастер спорта, пятикратная чемпионка мира, в том числе шестикратный серебряный призёр и пятикратный бронзовый призёр, девятикратная чемпионка Европы, в том числе двукратная абсолютная чемпионка Европы, бронзовый призёр чемпионата Европы, трёхкратная абсолютная чемпионка России). Александра Солдатова (член сборной команды России, трёхкратная чемпионка мира в командном зачёте, чемпионка мира в упражнении с лентой, трёхкратная чемпионка Европы в командном зачёте, чемпионка России в индивидуальном многоборье, бронзовый призёр чемпионата России по художественной гимнастике в многоборье, закончила карьеру в 2019 году). Екатерина Селезнёва (двукратная чемпионка мира, многократная чемпионка России, победительница и призёр этапов Кубка Мира, Гран-при, российских и международных соревнований. Заслуженный мастер спорта, член сборной России по художественной гимнастике, закончила карьеру).

## Некоторые особенности художественной гимнастики

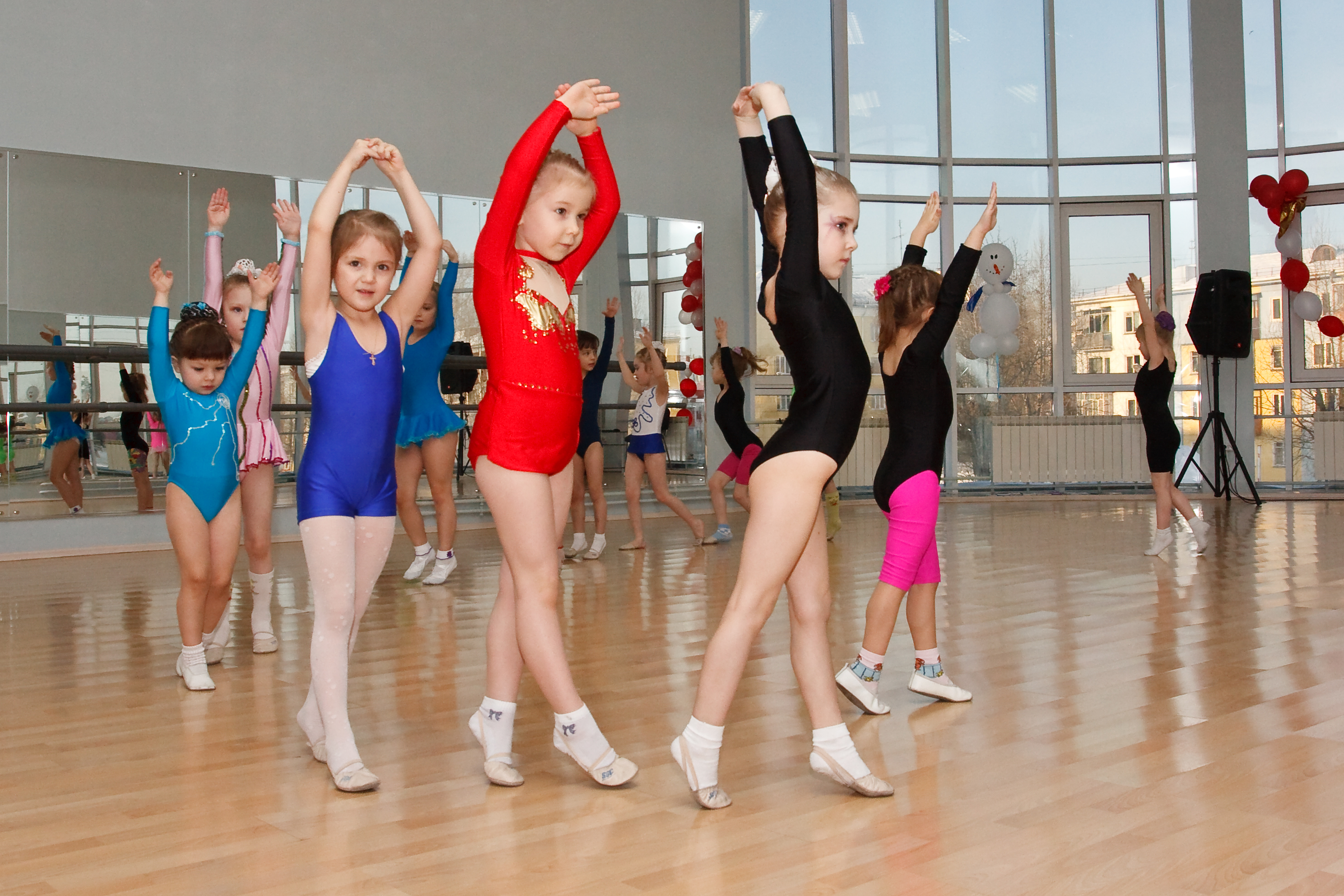
Тренировка юных гимнасток

Тренировки гимнасток младшего возраста ограничиваются 1—2 часа в день, 3 дня в неделю. Старшего возраста — доходят до четырнадцати часов в день. Главные качества гимнаста — это сила воли, выносливость и пластика. Как правило, уже в 17 лет многим спортсменам приходится расставаться с гимнастикой или переходить в спортивный балет, либо в эстетическую гимнастику. Лишь немногие гимнастки продолжают спортивную карьеру до 23—26 лет, и только единицы продолжают соревноваться в более старшем возрасте.
Если сравнивать со спортивной гимнастикой, то художественная — более безопасный вид спорта. Однако предъявляются очень высокие требования к внешнему виду спортсменов (существует таблица веса).

### Судейство
Оценка результатов выступлений — вещь субъективная. Не раз возникали серьёзные скандалы и даже дисквалификации судей из-за неравноценного отношения к спортсменам. Один из самых громких инцидентов произошёл на европейском первенстве в Сарагосе в 2000 году с Еленой Витриченко. Из-за этого неоднократно поднимались вопросы об изменении процедуры судейства или об удалении этого вида спорта из олимпийской программы. Из программы многоборья сеньорок комитет FIG принял решение удалить выступления со скакалкой, обосновывая это тем, что скакалка на ковре не видна судьям, и поэтому может возникнуть много вопросов о правильности выставленной оценки.
С новой силой вопрос объективного судейства был поднят после олимпиады 2020 в Токио, когда абсолютная фаворитка Дина Аверина, не совершив грубых ошибок, заняла только 2 место, а золото получила Линой Ашрам из Израиля, допустившая потерю в последнем упражнении. Бронзу завоевала белорусская гимнастка Алина Горносько. Арина Аверина стала только четвёртой из-за грубой ошибки в выступлении с лентой: была замена предмета, так как на ленте завязался узел (по правилам с узлом нельзя выступать, либо его можно развязать во время выступления, либо поменять на запасной).

### Допинг
Художественную гимнастику не обошла стороной и проблема допинговых препаратов. Их принимают, в основном, не для повышения выносливости или увеличения мышечной массы. Основная проблема гимнасток — лишний вес. Поэтому основные применяемые препараты — мочегонные средства (диуретики), которые, в свою очередь, запрещены Всемирным антидопинговым агентством (ВАДА).

## Медальный зачёт на Олимпийских играх

### Индивидуальное многоборье
| Общее количество медалей |                      |        |         |        |       |
| Место                    | Страна               | Золото | Серебро | Бронза | Всего |
| 1                        | Россия               | 5      | 5       | 1      | 11    |
| 2                        | Украина              | 1      | 0       | 4      | 5     |
| 3-4                      | СССР                 | 1      | 0       | 1      | 2     |
| 3-4                      | Объединённая команда | 1      | 0       | 1      | 2     |
| 5-6                      | Канада               | 1      | 0       | 0      | 1     |
| 5-6                      | Израиль              | 1      | 0       | 0      | 1     |
| 7                        | Беларусь             | 0      | 2       | 2      | 4     |
| 8-10                     | Болгария             | 0      | 1       | 0      | 1     |
| 8-10                     | Румыния              | 0      | 1       | 0      | 1     |
| 8-10                     | Испания              | 0      | 1       | 0      | 1     |
| 11                       | ФРГ                  | 0      | 0       | 1      | 1     |

### Групповое многоборье
С 2000 по 2016 год Россия на всех олимпиадах занимала первое место по художественной гимнастике. Наибольшую конкуренцию ей составляли команды Беларуси, Украины и Италии, что и отразилось на итоговом медальном зачёте. На Олимпиаде Токио-2020, которая была перенесена и прошла в 2021 году, российская команда заняла второе место, уступив команде Болгарии.
| Общее количество медалей |          |        |         |        |       |
| Место                    | Страна   | Золото | Серебро | Бронза | Всего |
| 1                        | Россия   | 5      | 1       | 1      | 6     |
| 2                        | Болгария | 1      | 1       | 2      | 3     |
| 3                        | Испания  | 1      | 1       | 0      | 2     |

## Мужская художественная гимнастика
Художественная гимнастика для мужчин — это художественный неолимпийский вид спорта, который исполняется под музыку на гимнастическом ковре размером 13×13 м. Во время исполнения мужчины совершают синхронизированные акробатические движения, сочетающие динамизм мощной акробатики и совершенство синхронных движений. Атлеты оцениваются по тем же физическим умениям и навыкам, что и их коллеги-женщины, такие как координация рук/тела/глаз, но также делается акцент на силе и мощи, а также управление снарядами, гибкость и движения, называемые «тосю» («свободная форма»). Растёт число гимнастов, соревнующихся в одиночку и в команде; это один из самых популярных видов спорта в Японии, где команды средних школ и университетов ожесточённо конкурируют. По оценкам, по состоянию на 2016 год только в Японии насчитывается около 2000 участников.
Художественная гимнастика для мужчин в Японии изначально создавалась с использованием элементов шведской, датской и немецкой гимнастики. Она преподавалась в течение многих лет с целью улучшения физической силы и здоровья ещё в 1940-х годах. Первоначально и мальчики, и девочки раньше выполняли вид гимнастики, который называется «дантай тосю тайсо», буквально «групповая гимнастика свободной формы». В настоящее время мужская и женская художественная гимнастика находятся под эгидой Японской ассоциации гимнастики, и крупные соревнования часто проводятся в одном месте. Мужская гимнастика состоит из двух типов: групповые соревнования по 6 человек (свободная форма или без предмета) и индивидуальные соревнования с использованием предмета (палка, кольца и булавы). Как групповые, так и индивидуальные мероприятия проводятся на специальном помосте, что позволяет гимнастам выполнять различные виды кувырков во время выступления.

## Художественная гимнастика в филателии

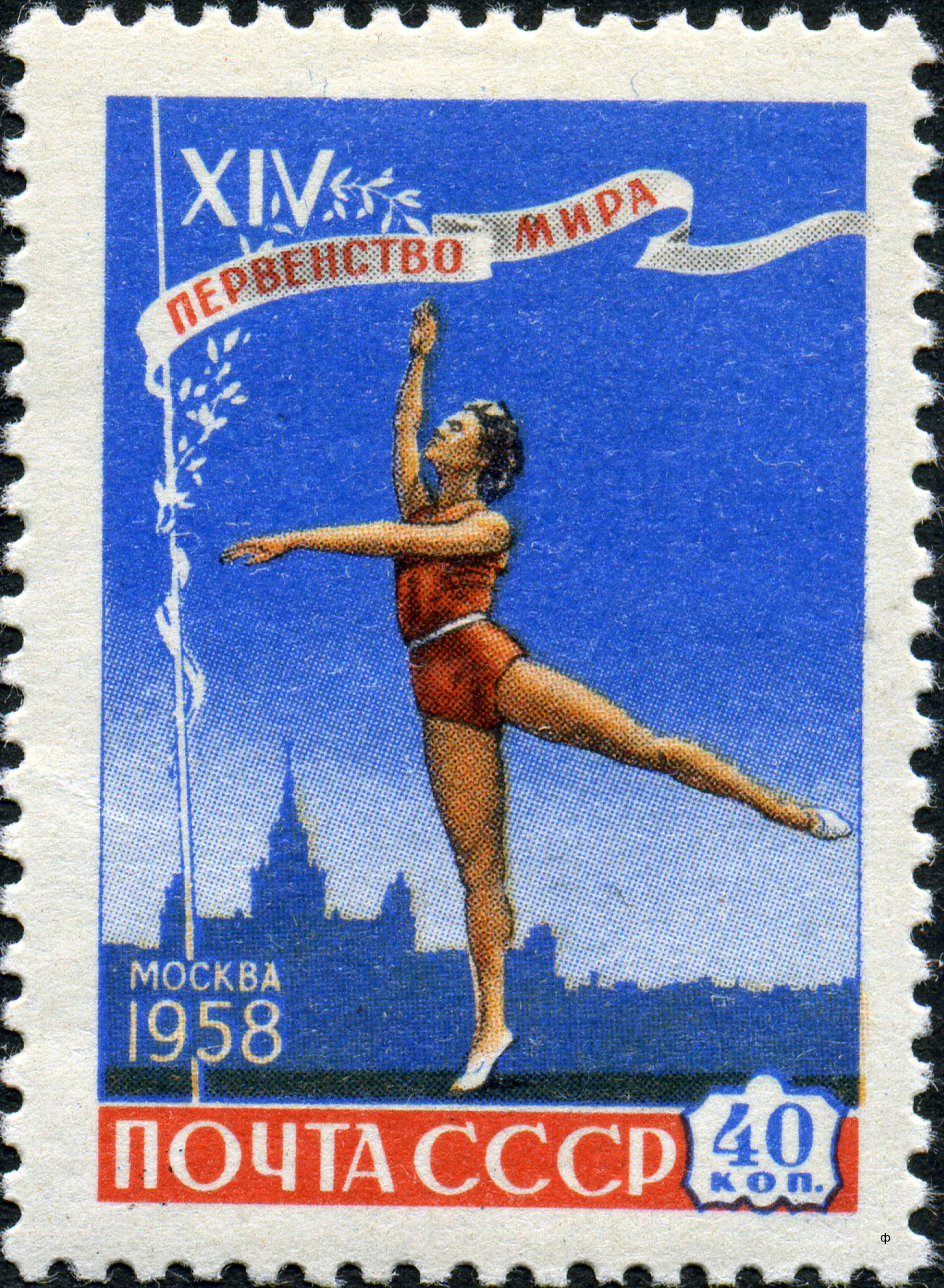
Почтовая марка СССР 1958 года из выпуска «XIV первенство мира по гимнастике в Москве»
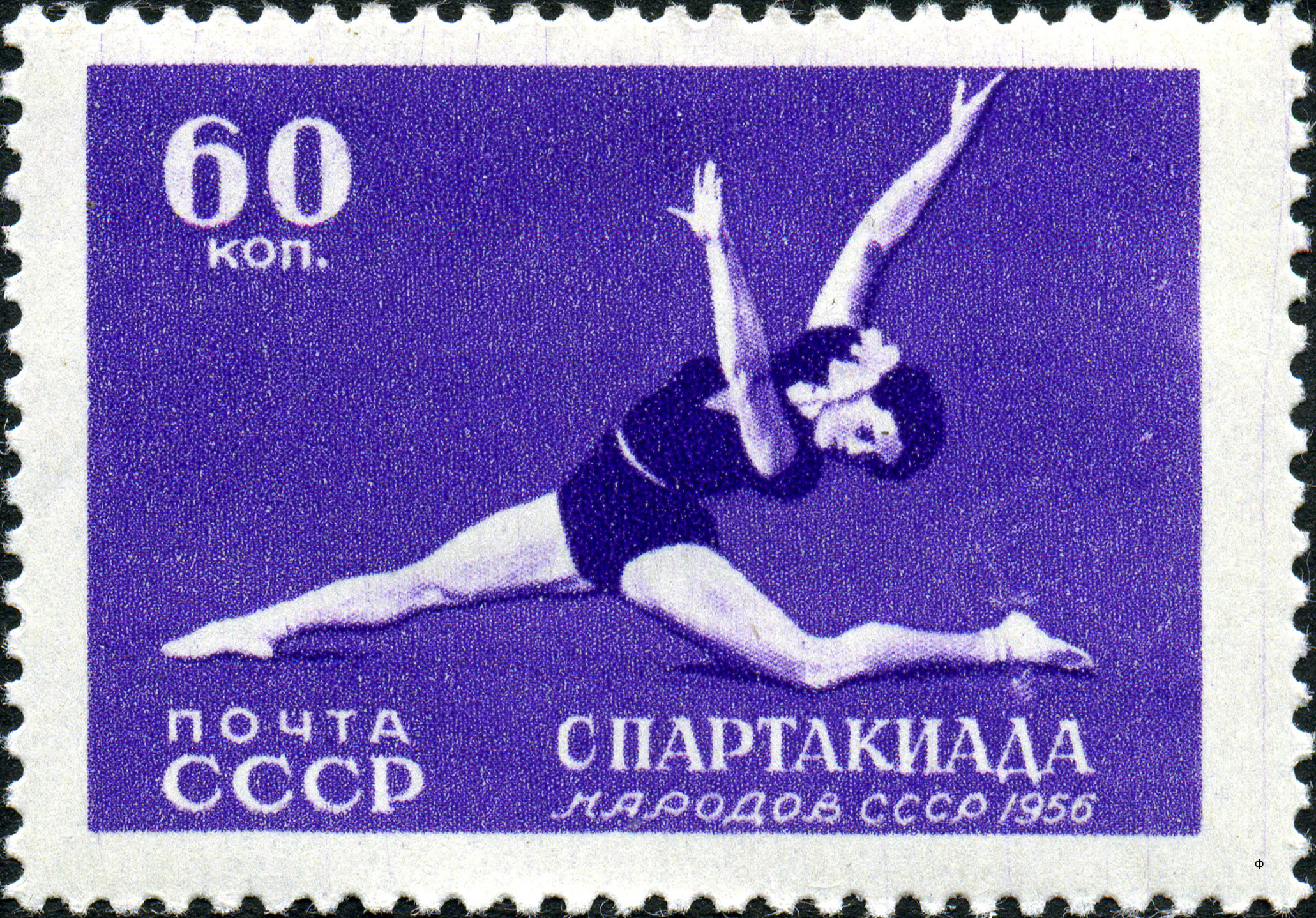
Почтовая марка, 1956 год
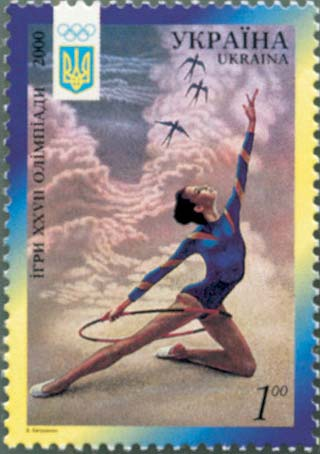
Почтовая марка Украины с изображением гимнастки-художницы
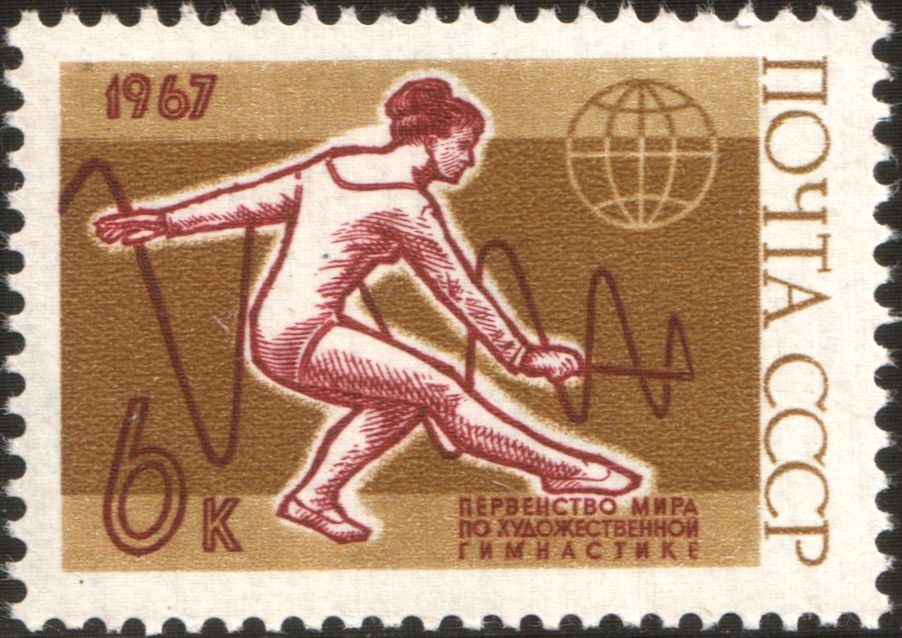
Почтовая марка, 1967 год. Чемпионат мира по художественной гимнастике 1967
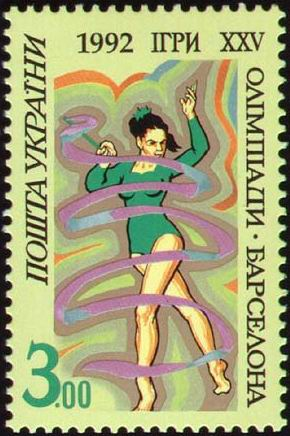
Почтовая марка Украины, 1992 год. XXV летние Олимпийские игры
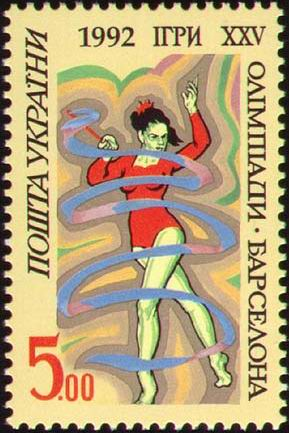
Почтовая марка Украины, 1992 год. XXV летние Олимпийские игры